# Shane Salerno

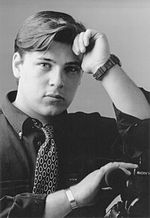
Shane Salerno (1991)

Shane Salerno (* 27. November 1972 in Memphis, Tennessee) ist ein US-amerikanischer Drehbuchautor und Regisseur.

## Leben
Salerno trat erstmals 1991 mit der von ihm inszenierten Dokumentation Sundown: The Future of Children and Drugs in Erscheinung. Mitte der 1990er Jahre folgten einige Drehbücher für die Fernsehserie New York Undercover. 1998 war er an dem Drehbuch zu Armageddon – Das jüngste Gericht beteiligt. Zwei Jahre darauf folgte Shaft – Noch Fragen?, dessen Drehbuch er gemeinsam mit Richard Price und dem Regisseur John Singleton entwickelte. In den Jahren 2001 bis 2002 wurde die von ihm entwickelte Fernsehserie UC: Undercover ausgestrahlt. An dieser war Salerno auch als Ausführender Produzent beteiligt. Es folgten weitere Fernseh- und Filmengagements.
Im September 2013 erschien unter dem Titel Salinger eine Dokumentation über J. D. Salinger, bei der Salerno die Regie übernahm. Parallel zum Film wurde Anfang September ein von ihm und David Shields verfasstes, gleichnamiges Buch veröffentlicht.

## Filmografie (Auswahl)
- 1995–1996: New York Undercover (Fernsehserie)
- 1998: Armageddon – Das jüngste Gericht (Armageddon)
- 2000: Shaft – Noch Fragen? (Shaft)
- 2001–2002: UC: Undercover (Fernsehserie)
- 2007: Aliens vs. Predator 2
- 2010–2011: Hawaii Five-0 (Fernsehserie)
- 2012: Savages
- 2013: Salinger